# Vladimír Bejval
Vladimír Bejval (31. prosince 1942, Praha – 19. září 2011, Praha) byl český dětský herec.
Zahrál si dětskou roli Ivánka ve filmu Bořivoje Zemana Pyšná princezna (1952), roli Frantíka ve filmu Konec strašidel (1952) a roli malého Jirky ve filmu Cesta do pravěku (1953) režiséra Karla Zemana. Údajně kvůli tzv. "buržoaznímu původu" se nedostal na DAMU a pracoval jako nástrojař u soustruhu. Později žil v Americe. Po padesáti letech jsme jej mohli spatřit společně se třemi kamarády z tohoto filmu při udílení Českého lva na jaře 2003.

## Filmografie
- Kouzelný míč (1949) jako Robert
- Malý partyzán (1950) jako Jirka
- Usměvavá zem (1952) jako Toník Kratochvíl
- Pyšná princezna (1952) jako Ivánek
- Haškovy povídky ze starého mocnářství (1952) jako Karel Malina
- Plavecký mariáš (1952) jako Vašák
- Divotvorný klobouk (1952) jako žáček
- Konec strašidel (1952) jako Frantík
- Ó ti lektoři (1953) jako kluk
- Malý sen (1955) jako kluk
- Hastrman (1955) jako Honzík Šajvl
- Cesta do pravěku (1955) jako Jirka
- Vzorný kinematograf Haška Jaroslava (1955) jako žák Čtrnáctý
- Kam s ním (1955) jako kluk
- Honzíkova cesta (1956) jako kluk
- Malí medvědáři (1957) jako Franta